# Okręg wyborczy Oxford University
Okręg wyborczy Oxford University powstał w 1603 r. i wysyłał do angielskiej, a następnie brytyjskiej, Izby Gmin dwóch deputowanych. Prawo głosu w tym okręgu mieli wszyscy absolwenci Uniwersytetu Oksfordzkiego. Okręg został zlikwidowany w 1950 r.

## Deputowani do brytyjskiej Izby Gmin z okręgu Oxford University
- 1660–1661: Thomas Clayton
- 1660–1661: John Mylles
- 1661–1679: Laurence Hyde
- 1661–1674: Heneage Finch
- 1674–1679: Thomas Thynne
- 1679–1679: Heneage Finch
- 1679–1679: John Eddisbury
- 1679–1685: Leoline Jenkins
- 1679–1689: Charles Perrot
- 1685–1689: George Clarke
- 1689–1698: Heneage Finch
- 1689–1695: Thomas Clarges
- 1695–1698: William Trumbull
- 1698–1701: Christopher Musgrave
- 1698–1701: William Glynne
- 1701–1703: Heneage Finch
- 1701–1732: William Bromley, torysi
- 1703–1717: William Whitlock, torysi
- 1717–1737: George Clarke, torysi
- 1732–1751: Henry Hyde, wicehrabia Cornbury, torysi
- 1737–1737: William Bromley, torysi
- 1737–1745: Edward Butler, torysi
- 1745–1762: Peregrine Palmer, torysi
- 1751–1780: Roger Newdigate, torysi
- 1762–1768: Walter Bagot, torysi
- 1768–1768: William Dolben, torysi
- 1768–1801: Francis Page, torysi
- 1780–1806: William Dolben, torysi
- 1801–1821: William Scott, torysi
- 1806–1817: Charles Abbot, torysi
- 1817–1829: Robert Peel, torysi
- 1821–1826: Richard Heber, torysi
- 1826–1847: Thomas Estcourt, Partia Konserwatywna
- 1829–1854: Robert Inglis, Partia Konserwatywna
- 1847–1865: William Ewart Gladstone, Partia Liberalna
- 1854–1868: William Heathcote, Partia Konserwatywna
- 1865–1878: Gathorne Hardy, Partia Konserwatywna
- 1868–1899: John Robert Mowbray, Partia Konserwatywna
- 1878–1910: John Gilbert Talbot, Partia Konserwatywna
- 1899–1914: William Reynell Anson, Partia Liberalno-Unionistyczna, od 1912 r. Partia Konserwatywna
- 1910–1937: lord Hugh Cecil, Partia Konserwatywna
- 1912–1919: Rowland Prothero, Partia Konserwatywna
- 1919–1935: Charles Oman, Partia Konserwatywna
- 1935–1950: Alan Patrick Herbert, niezależny
- 1937–1950: Arthur Salter, niezależny